# A beavatott (film)
A beavatott (eredeti cím: Divergent) 2014-ben bemutatott amerikai akció / sci-fi, melyet Neil Burger rendezett Veronica Roth azonos című regénye alapján. Ez az első része a Beavatott filmsorozatnak. A szerepben Shailene Woodley, Theo James, Ashley Judd, Jai Courtney, Ray Stevenson, Zoë Kravitz, Miles Teller, Tony Goldwyn, Ansel Elgort, Maggie Q és Kate Winslet látható.
Az Amerikai Egyesült Államokban 2014. március 21-én mutatták be, Magyarországon egy nappal hamarabb szinkronizálva, március 20-án.
A beavatott vegyes kritikákat kapott a kritikusoktól, de a bevételek során elérte az első helyet a nyitóhétvégén. A film bruttósított bevétele világszerte több mint 288 millió dollár lett, így a 85 millió dolláros költségvetésével szemben pénzügyileg jól teljesített. A Metacritic oldalán a film értékelése 48% a 100-ból, ami 38 véleményen alapul. A Rotten Tomatoeson a Beavatott 41%-os minősítést kapott, 197 értékelés alapján.
A folytatásának címe: A beavatott-sorozat: A lázadó (The Divergent Series: Insurgent), amely 2015. március 20-án jelent meg az Egyesült Államokban.

## Cselekménye
Beatrice Prior a disztopikus Chicagóban él, ahol a társadalom öt csoportra tagolódik, ezeknek mindegyike egy-egy erény kiművelését írja elő a tagjai számára. Az év egy bizonyos napján a 16 éveseknek el kell dönteniük, hova akarnak tartozni: a Bátrakhoz, az Őszintékhez, az Önfeláldozókhoz, a Barátságosakhoz, vagy a Műveltekhez. Ennek kell szentelniük életük hátralevő részét. Beatrice azonban egyikbe sem illik bele, ő ugyanis Elfajzott, és mivel kilóg a sorból, veszélyesnek számít. Ingadozik aközött, hogy a családjával maradjon-e, vagy önmagává váljon. Olyan döntést hoz, amely mindenki számára meglepetést jelent, még önmagának is.

## Szereplők
| Színész          | Szereplő              | Magyar hang       |
| ---------------- | --------------------- | ----------------- |
| Shailene Woodley | Beatrice "Tris" Prior | Gáspár Kata       |
| Theo James       | Tobias "Négyes" Eaton | Varga Gábor       |
| Ashley Judd      | Natalie Prior         | Zakariás Éva      |
| Tony Goldwyn     | Andrew Prior          | Forgács Péter     |
| Zoë Kravitz      | Christina             | Berkes Boglárka   |
| Jai Courtney     | Eric                  | Király Attila     |
| Ray Stevenson    | Marcus Eaton          | Haás Vander Péter |
| Kate Winslet     | Jeanine Matthews      | Major Melinda     |
| Maggie Q         | Tori Wu               | Létay Dóra        |
| Miles Teller     | Peter Hayes           | Renácz Zoltán     |
| Ansel Elgort     | Caleb Prior           | Molnár Levente    |

## Díjak, elismerések
| Év   | Díj                    | Kategória                    | Részes                        | Eredmény |
| ---- | ---------------------- | ---------------------------- | ----------------------------- | -------- |
| 2014 | MTV Movie Awards       | Favorite Character           | Beatrice "Tris" Prior         | Elnyerte |
| 2014 | Teen Choice Awards     | Choice Movie: Action         | A beavatott                   | Elnyerte |
| 2014 | Teen Choice Awards     | Choice Movie Actor: Action   | Theo James                    | Elnyerte |
| 2014 | Teen Choice Awards     | Choice Movie Actress: Action | Shailene Woodley              | Elnyerte |
| 2014 | Teen Choice Awards     | Choice Movie Villain         | Kate Winslet                  | Jelölve  |
| 2014 | Teen Choice Awards     | Choice Breakout Star         | Ansel Elgort                  | Elnyerte |
| 2014 | Teen Choice Awards     | Choice Breakout Star         | Theo James                    | Jelölve  |
| 2014 | Young Hollywood Awards | Fan Favorite Actor – Male    | Theo James                    | Jelölve  |
| 2014 | Young Hollywood Awards | Fan Favorite Actor – Female  | Shailene Woodley              | Jelölve  |
| 2014 | Young Hollywood Awards | Legjobb képernyőpáros        | Shailene Woodley / Theo James | Jelölve  |
| 2014 | Young Hollywood Awards | Legjobb szereplőgárda        | A beavatott                   | Jelölve  |
| 2014 | Young Hollywood Awards | Favorite Flick               | A beavatott                   | Jelölve  |
| 2015 | People's Choice Awards | Kedvenc akcifófilm           | A beavatott                   | Elnyerte |
| 2015 | People's Choice Awards | Kedvenc akciófilm színésznő  | Shailene Woodley              | Jelölve  |
| 2015 | People's Choice Awards | Kedvenc filmduó              | Shailene Woodley / Theo James | Elnyerte |

## Médiakiadás
A beavatott az Amerikai Egyesült Államokban 2014. augusztus 5-én jelent meg DVD-n és Blu-rayen. Magyarország augusztus 6-án.